# Yue Fei
Yue Fei (岳飛T, 岳飞S, Yuè FēiP, Yueh FeiW, in cantonese Ngok6 Fei1, zi: Pengju 鵬舉T, 鹏举S, PéngjǔP, P'eng ChüW, in cantonese Paang1geoi2; Tangyin, 15 febbraio 1103 – 27 gennaio 1142) è stato un patriota e militare cinese.
Yue Fei fu un generale che combatté per la dinastia Song del sud contro gli eserciti Jurchen della dinastia Jīn (1115-1234).
Nel periodo in cui visse guerre, corruzione e lo spettro della fame opprimevano continuamente il popolo cinese. In mezzo a tutte queste difficoltà emerse un uomo che, con la purezza del suo spirito e dei suoi ideali, ha dimostrato che bontà, rettitudine e lealtà fossero virtù ancora vive. Yue Fei è raffigurato nel Wu Shuang Pu di Jin Guliang (無雙譜, Tavola degli eroi incomparabili).
In tempo di pace Yue Fei è stato un grande studioso dei classici cinesi, mentre in guerra Yue Fei è stato un generale coraggioso e astuto, che abilmente ha sconfitto i nemici del suo paese (sconfisse un esercito di ventimila uomini con solo cinquecento soldati).
Fu tradito dai ministri dell'Imperatore che, dopo averlo richiamato dal campo di battaglia, lo accusarono falsamente di tradimento e lo fecero condannare a morte.
Dalla sua morte, il maresciallo Yue Fei, resta l'ideale per il popolo cinese di un uomo completamente virtuoso, tutt'oggi è un modello di lealtà nella cultura cinese.
Secondo la leggenda sviluppò lo stile di arti marziali conosciuto come Xing Yi Quan. Altri stili di arti marziali gli sono accreditati ma senza prove certe (dato che all'epoca era un'offesa praticare un'arte marziale diversa da quella alla quale si era stati iniziati).

## Nella cultura di massa
Yue Fei è l'eroe militare della civiltà Cinese in Empires Apart. Può smontare a cavallo quando in condizioni critiche, e la sua lancia, quando possibile, può colpire più bersagli in un'unica area.